# Victory at Sea

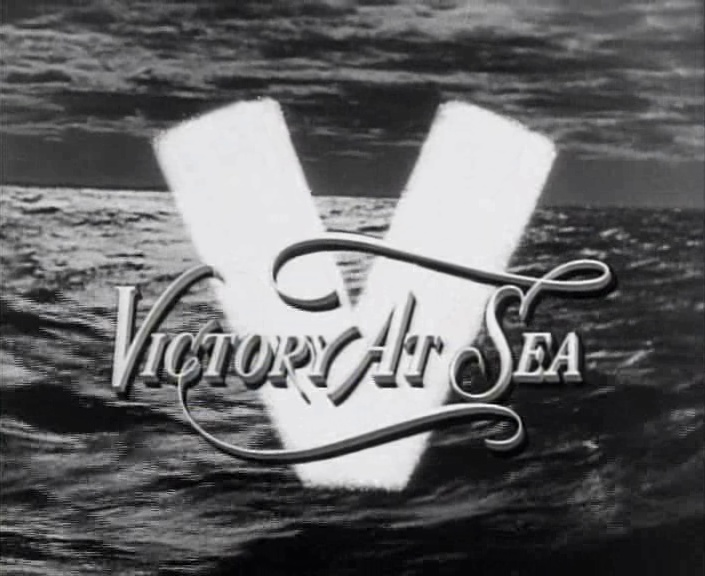
Victory at Sea

Victory at Sea is een succesvolle Amerikaanse documentaire serie die vanaf 1952 op televisie uitgezonden werd, in zesentwintig afleveringen van een half uur. De serie werd daarna geregeld herhaald en kwam ook buiten de Verenigde Staten veelvuldig op televisie. 
Het was een van de eerste series die samengesteld is uit historisch beeldmateriaal en in die zin baanbrekend dan wel experimenteel was. De titel suggereert dat het gaat over de oorlog op zee, maar dit is slechts ten dele waar. De serie is gericht op een Amerikaans publiek, en voor de Verenigde Staten gebeurde de Tweede Wereldoorlog voor een wel heel groot deel in de Stille Oceaan. De campagne aldaar was niet mogelijk zonder de Amerikaanse Marine, en het initiatief voor de serie is opgezet door een officier die betrokken was bij de geschiedschrijving van de Amerikaanse Marine in de Tweede Wereldoorlog.
Het kernthema zou te schetsen zijn als Victory in the Pacific, maar omdat voor de volledigheid een aantal afleveringen toegevoegd zijn over andere aspecten van de Tweede Wereldoorlog is die titel niet afdoende. Bij de behandeling van de oorlog buiten de Stille Oceaan werd echter niet veel aandacht besteed aan de oorlog ter zee: zo is er geen melding van de Slag bij Tarente, hoewel het succes van de aanval (waarbij zo’n dozijn dubbeldekkers met torpedo’s drie slagschepen buiten werking stelden), ruim een jaar voor Pearl Harbor, allicht invloed had op het Japanse denken over een aanval en een waarschuwing had kunnen zijn voor de Amerikanen.
Een opvallend kenmerk van de serie is dat er weinig gesproken woord is en dat de beelden vooral, en langdurig, worden begeleid door muziek. Deze werd speciaal voor de serie verzorgd door Robert Russell Bennett, gebaseerd op werk van Richard Rodgers.
Een ander kenmerk is dat bij de selectie van het beeldmateriaal historische betrouwbaarheid niet altijd een zwaarwegend criterium bleek: het komt regelmatig voor dat bij het illustreren van een gebeurtenis direct opeenvolgende beelden materiaal laten zien dat met jaren verschil opgenomen was.

## Verder
De serie won onder andere een Emmy en een Peabody Award. De serie werd de eerste jaren diverse malen herhaald en kwam ook buiten de Verenigde Staten veelvuldig op televisie. Het succes leidde tot een gelijknamige film (een verkorte versie van de hele serie) die in 1954 in de bioscoop werd uitgebracht. De serie is voor de Amerikaanse markt uitgebracht in diverse media, inclusief dvd (meerdere versies) en blu-ray. De soundtrack is apart beschikbaar op cd (eerder op lp, meerdere versies).
De serie was een van de eerste series samengesteld uit historisch beeldmateriaal, maar niet de laatste. Het succes van het format leidde tot navolging. 